# 1736
1736 (MDCCXXXVI) byl rok, který dle gregoriánského kalendáře započal nedělí.

## Události
- 26. ledna – Polský král Stanisław Leszczyński rezignoval.
- 12. února – Následnice habsburského trůnu Marie Terezie se provdala za Františka I. Štěpána Lotrinského.
- 8. března – Na perský trůn usedl Nádir Šáh, zakladatel dynastie Afšárovců, kteří v Persii vládli následujících 60 let.
- Byla zbudována pevnost Čeljaba, kolem níž později vyrostlo město Čeljabinsk.
- hromadná otrava námelem na Mimoňsku v zimě 1736/1737

### Probíhající události
- 1735–1739 – Rusko-turecká válka

## Vědy a umění
- Švýcarský matematik Leonard Euler položil základy teorie grafů, když vytvořil eulerovský graf.

## Narození

### Česko
- 28. ledna – Jan Křtitel Mitrovský, moravský šlechtic a politik († 18. ledna 1811)
- 19. března – Josef Hickel, rakouský malíř českého původu († 28. března 1804)
- 02. června – Karel Josef Khun, římskokatolický kněz († 16. června 1829)
- 10. června – Jan Antonín Jedlička, stavitel a architekt († 11. března 1780)
- 06. srpna – Isidor Teutschmann, opat Vyšebrodského kláštera († 9. prosince 1827)
- 26. prosince – Augustin Šenkýř, hudební skladatel, varhaník, gambista a houlista († 16. ledna 1796)

### Svět

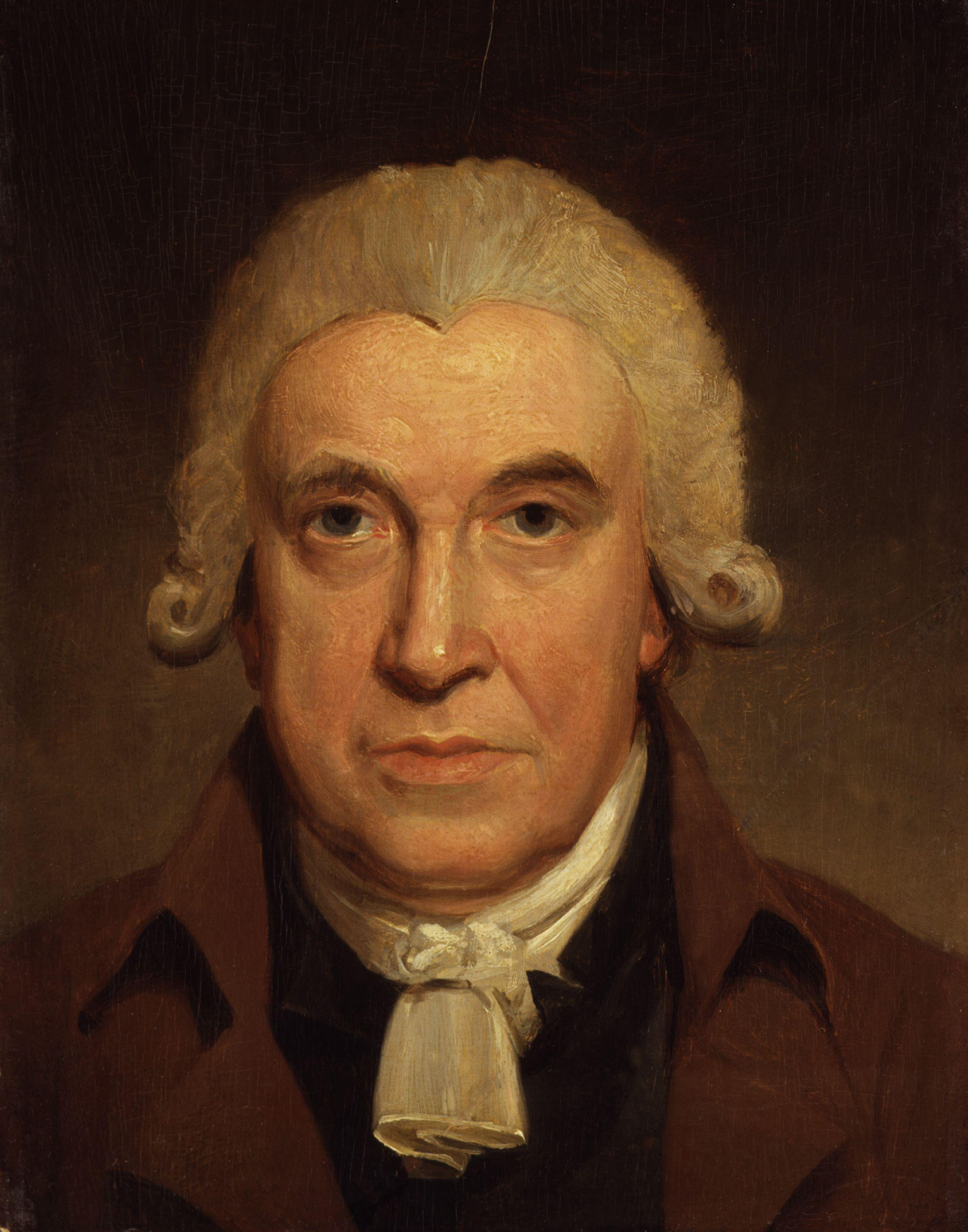
James Watt (* 19. ledna)

- 13. ledna – Franz Ferdinand von Schrötter, rakouský univerzitní profesor, právník, historik († 3. června 1780)
- 19. ledna – James Watt, skotský mechanik a fyzik, vynálezce moderního parního stroje († 19. srpna 1819)
- 25. ledna – Joseph-Louis Lagrange, italsko-francouzský matematik a astronom († 10. dubna 1813)
- 03. února – Johann Georg Albrechtsberger, rakouský varhaník, hudební skladatel a pedagog († 7. března 1809)
- 05. února – Frédéric-Louis Allamand, švýcarský lékař a botanik († 1803)
- 06. února – Franz Xaver Messerschmidt, rakouský barokní sochař († 19. srpna 1783)
- 15. března – Karel Vilém Haugwitz, slezsko-rakouský šlechtic († 2. března 1819)
- 21. března – Claude Nicolas Ledoux, francouzský architekt a urbanista († 18. listopadu 1806)
- 26. března – Rudolf Erich Raspe, německý spisovatel († 16. listopadu 1794)
- 23. května – František de Paula Karel z Colloreda, rakouský císařský kabinetní a konferenční ministr († 10. března 1806)
- 29. května – Patrick Henry, americký politik a právník († 6. června 1799)
- 14. června – Charles-Augustin de Coulomb, francouzský zakladatel elektrostatiky († 23. srpna 1806)0
- 09. srpna – Ludvík Josef Bourbon-Condé, kníže z Condé a člen francouzské královské rodiny († 13. května 1818)
- 03. září – Matthias Klostermayr, pytlák a zbojník ze švábsko-bavorského pohraničí († 6. září 1771)
- 11. září – Marguerite-Catherine Haynault, milenka francouzského krále Ludvíka XV. († 17. března 1823)
- 15. září – Jean Sylvain Bailly, francouzský astronom a politik († 12. listopadu 1793)
- 07. října – Marie Anna Františka Portugalská, portugalská infantka a dcera krále Josefa I. († 16. května 1813)
- 10. října – Carter Braxton, signatář Deklarace nezávislosti Spojených států amerických († 10. října 1797)
- 18. října – Alexandre-Angélique de Talleyrand-Périgord, francouzský arcibiskup a kardinál († 20. října 1821)
- 27. října – James Macpherson, skotský básník a politik († 17. února 1796)
- 02. listopadu – Marie Josefa Ditrichštejnová, rakouská hraběnka († 21. prosince 1799)
- 18. listopadu – Anton Graff, švýcarský portrétní malíř († 22. června 1813)
- 18. prosince – Bedřiška Braniborsko-Schwedtská, wüttemberská vévodkyně († 9. března 1798)
- neznámé datum
  - červenec – Juan Bautista de Anza, španělský cestovatel a důstojník († 19. prosince 1798)
  - Joseph Pickford, anglický architekt († 1782)
  - Fjodor Rokotov, ruský malíř a básník († 24. prosince 1808)
  - Franz Karl Wissgrill, rakouský historik a genealog († 5. prosince 1803)
  - pravděpodobně – Li Čching-Juen, bylinkář známý pro svou dlouhověkost, další variantou je rok narození 1677 († 6. května 1933)

## Úmrtí

### Česko
- 07. ledna – Česlav Vaňura, minorita a rokokový hudební skladatel (* 28. prosince 1694)
- 16. února – František Baugut, jezuita, sochař a řezbář (* 1668)
- 12. září – David Oppenheimer, pražský vrchní rabín (* červen 1664)
- 20. září – Václav Ignác Blovský, kněz a kanovník litoměřické svatoštěpánské kapituly (* před 1700)
- 30. října – Antonín Jan Nostic, šlechtic a diplomat (* 1652)
- 14. listopadu – Michael Heřman Josef z Althannu, šlechtic a moravský zemský úředník (* 11. srpna 1671)
- 12. prosince – Adam Ludvík z Hartigu, šlechtic a císařský komorník (* 3. října 1710)
- neznámé datum
  - Jan Bedřich Kohl-Severa, pražský sochař vrcholného baroka (* 1681)
  - Edmund Oppitz, německý františkán působící v Čechách (* ?)

### Svět

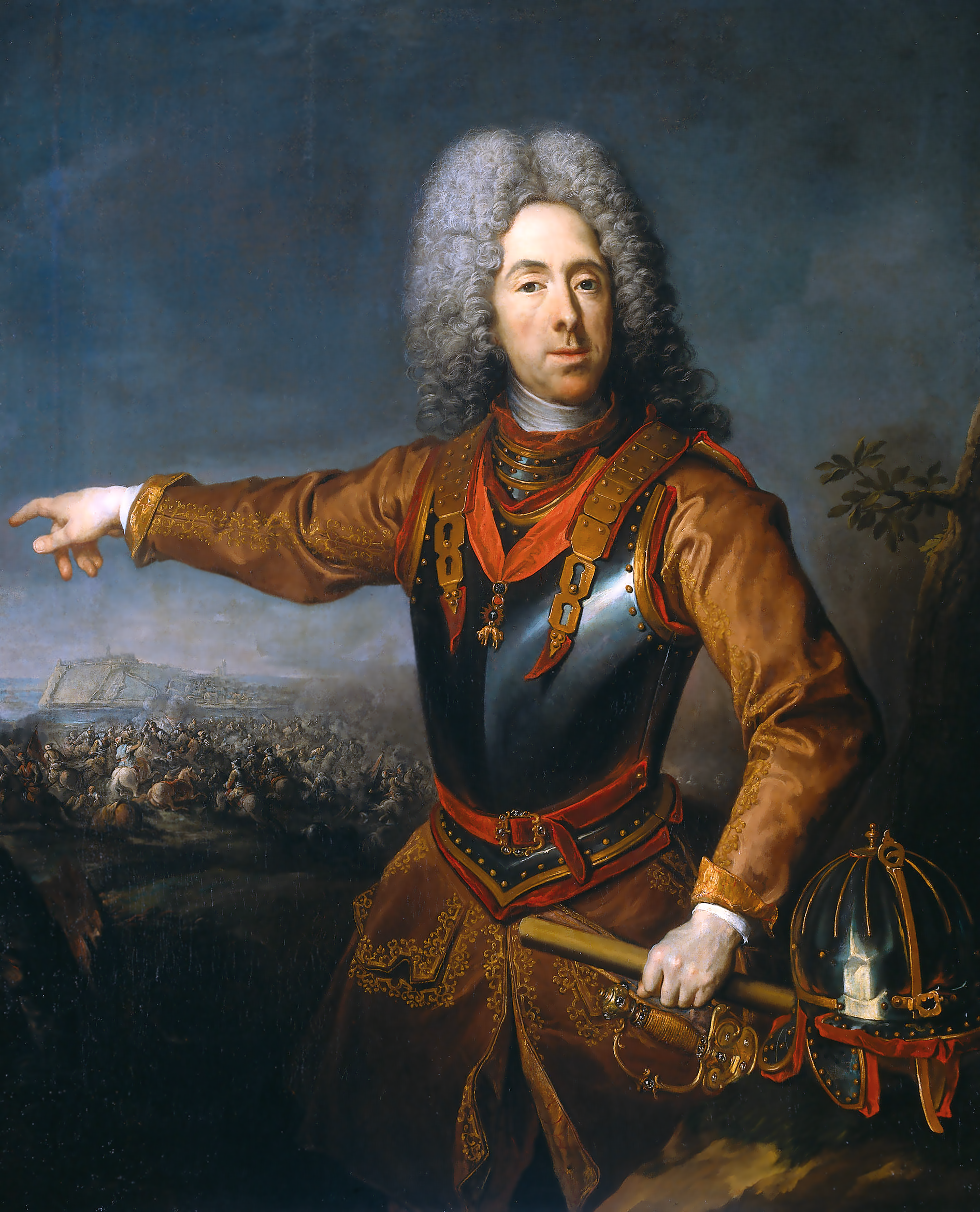
Evžen Savojský († 24. dubna)

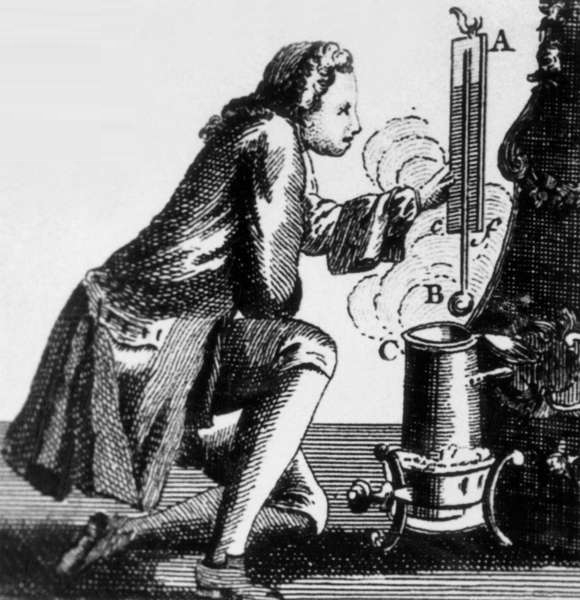
Gabriel Fahrenheit († 16. září)

- 01. ledna – Ahmed III., sultán Osmanské říše (* 31. prosince 1673)
- 31. ledna – Filippo Juvarra, italský architekt a divadelní výtvarník (* 7. března 1678)
- 07. února – Stephen Gray, anglický fyzik a astronom (* prosinec 1666)
- 16. března – Giovanni Battista Pergolesi, italský hudební skladatel (* 1710)
- 05. dubna – Jean Jouvenet, francouzský klasicistní malíř (* 1644)
- 07. dubna – Samuel Timon, uherský polyhistor a pedagog slovenského původu (* 20. července 1675)
- 24. dubna – Evžen Savojský, generalissimus rakouských Habsburků (* 1663)
- 14. května
  - Ludvík August, vévoda z Maine, legitimizovaný syn francouzského krále Ludvíka XIV. a Madame de Montespan (* 31. března 1670)
  - Louis-Antoine de Pardaillan de Godrin, francouzský šlechtic a syn Madame de Montespan (* 5. září 1664)
- 15. července – Františka Josefa Portugalská, portugalská infantka a dcera krále Petra II. (* 30. ledna 1699)
- 17. srpna
  - Jeanne Delanoue, katolická světice (* 18. června 1666)
  - James Berkeley, 3. hrabě Berkeley, britský admirál a státník (* 1680/81)
- 29. srpna – Vasilij Prončiščev, ruský polární průzkumník a námořní důstojník (* 1702)
- 13. září – Gaspar van Wittel, nizozemský malíř (* 1653)
- 16. září – Gabriel Fahrenheit, německý fyzik (* 1686)
- 19. září – Feofan Prokopovič, ukrajinsko-ruský filozof a spisovatel (* 18. června 1681)
- 26. září – Luisa Diana Orleánská, francouzská princezna z Conti (* 27. června 1716)
- 12. prosince – Antonina Houbraken, nizozemská rytkyně (* 31. května 1686)
- 28. prosince – Antonio Caldara, italský violoncellista a hudební skladatel (* 1670)
- neznámé datum
  - Johann Wolfgang Wieland, rakouský císařský poručík a kartograf (* 1673)

## Hlavy států
- Francie – Ludvík XV. (1715–1774)
- Habsburská monarchie – Karel VI. (1711–1740)
- Osmanská říše – Mahmud I. (1730–1754)
- Polsko – Stanislav I. Leszczyński (1733–1736) / August III. (1734–1763)
- Portugalsko – Jan V. (1706–1750)
- Prusko – Fridrich Vilém I. (1713–1740)
- Rusko – Anna Ivanovna (1730–1740)
- Španělsko – Filip V. (1724–1746)
- Švédsko – Frederik I. (1720–1751)
- Velká Británie – Jiří II. (1727–1760)
- Papež – Klement XII. (1730–1740)
- Japonsko – Sakuramači (1735–1747)
- Perská říše – Abbás III., poté Nádir Šáh